# 趙珆
趙珆 （1506年—？年），字子獻，四川敘州府富順縣人，民籍，治《詩經》，明朝政治人物。

## 生平
七月二十五日生，行三，由府學生中式四川鄉試第五十名舉人，年三十六歲中式嘉靖二十年辛丑科會試第一百三十八名，第三甲第一百九十五名進士。

## 家族
曾祖趙學；祖趙伯香；父趙承準，壽官；母先氏；繼母丘氏。具慶下，妻劉氏，兄珂；璟。